# Michael Steiner (Physiker)
Michael Theodor Steiner (* 15. September 1943 in Schwäbisch Hall; † 5. November 2022 in Berlin) war ein deutscher Physiker im Bereich der Neutronenstreuung und wissenschaftlicher Geschäftsführer des Hahn-Meitner-Instituts (HMI).

## Leben

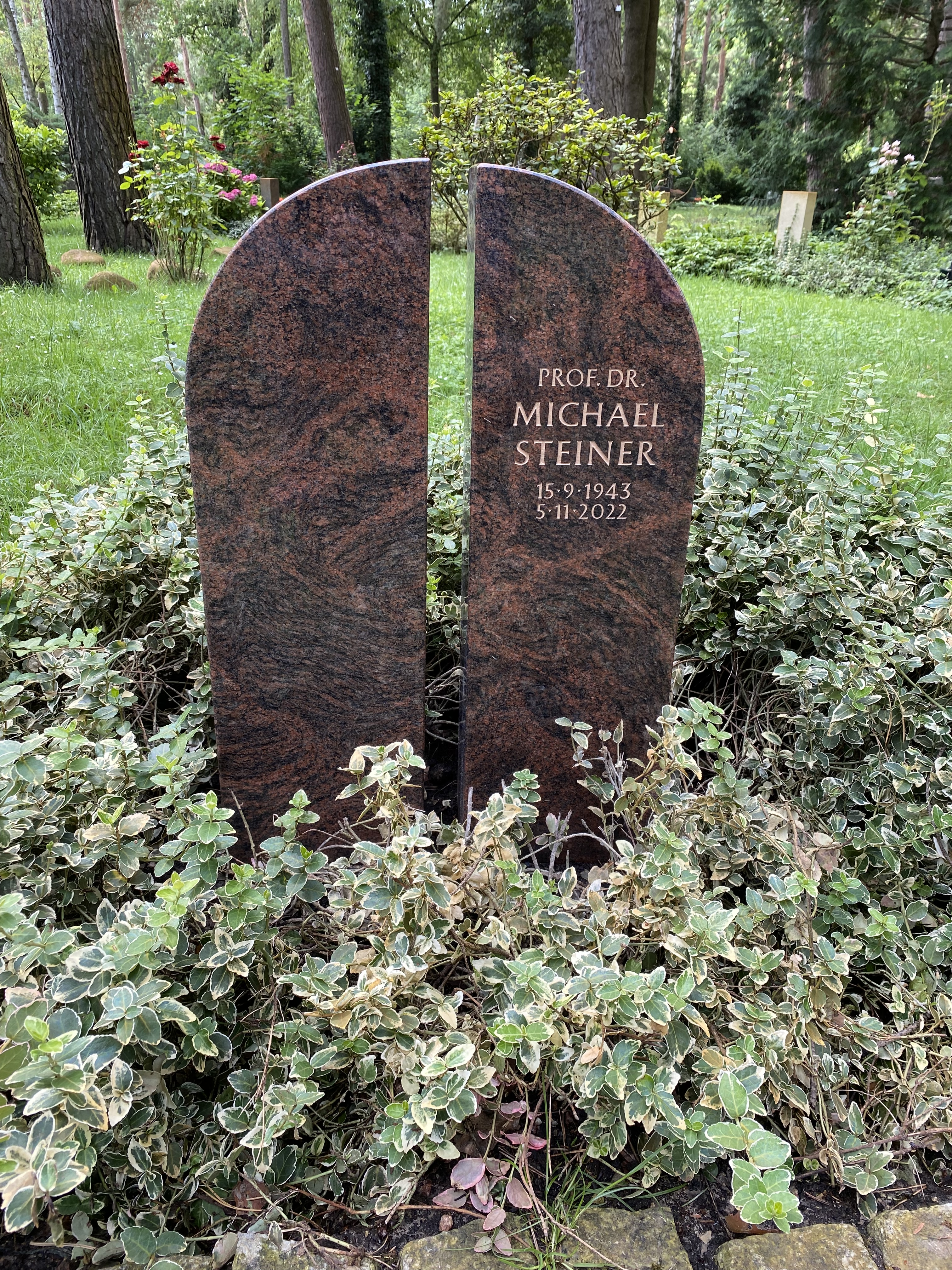
Grabstätte auf dem Waldfriedhof Zehlendorf

Nach der Volksschule in Bad Cannstatt besuchte Michael Steiner das Eberhard-Ludwigs-Gymnasium in Stuttgart bis zum Abitur im Jahr 1962. Michael Steiner studierte Physik an der Eberhard Karls Universität Tübingen und wurde dort 1972 mit einer Arbeit über Magnetische Eigenschaften des eindimensionalen Ferromagneten CsNiF3 promoviert.
Nach einem Aufenthalt am Institut Laue-Langevin (ILL) in Grenoble (Frankreich) kam er 1974 an das HMI und wurde dort 1994 Direktor des Berlin Neutron Scattering Center („Berliner Zentrum für Neutronenstreuung“, BENSC) am Berliner Experimentier-Reaktor (BER II).
Als wissenschaftlicher Geschäftsführer leitete er von 1998 bis 2008 das HMI und bereitete die Verschmelzung der beiden Großforschungsanlagen HMI und BESSY zum Helmholtz-Zentrum Berlin vor. Er war Professor an der Technischen Universität Berlin und der Johannes Gutenberg-Universität Mainz.
Michael Steiner wurde auf dem Waldfriedhof Zehlendorf beigesetzt. 

## Werk
Steiners Untersuchungen zu antiferromagnetisch gekoppelten Spinketten lieferten einen wichtigen Beitrag zur Theorie der topologischen Phasenübergänge. Er trieb neben der Forschung mit Neutronen am HMI als zweites Arbeitsgebiet die Forschung zur Nutzung der Solarenergie voran. Er amtierte auch als Sprecher der European Neutron Scattering Association (ENSA). Von 1987 bis 2014 war Steiner Mitglied im Komitee Forschung mit Neutronen.

## Ehrungen
- 1979: Karl-Scheel-Preis der Physikalischen Gesellschaft zu Berlin e.V.[4]
- 2010: Bundesverdienstkreuz 1. Klasse[5]

2006 wurde ihm als erstem ausländischen Wissenschaftler eine Ehrenprofessur des China Institute of Atomic Energy in Anerkennung seiner langjährigen Unterstützung beim Aufbau der Forschung mit Methoden der Neutronenstreuung verliehen.